# Kuhl (Adelsgeschlecht)

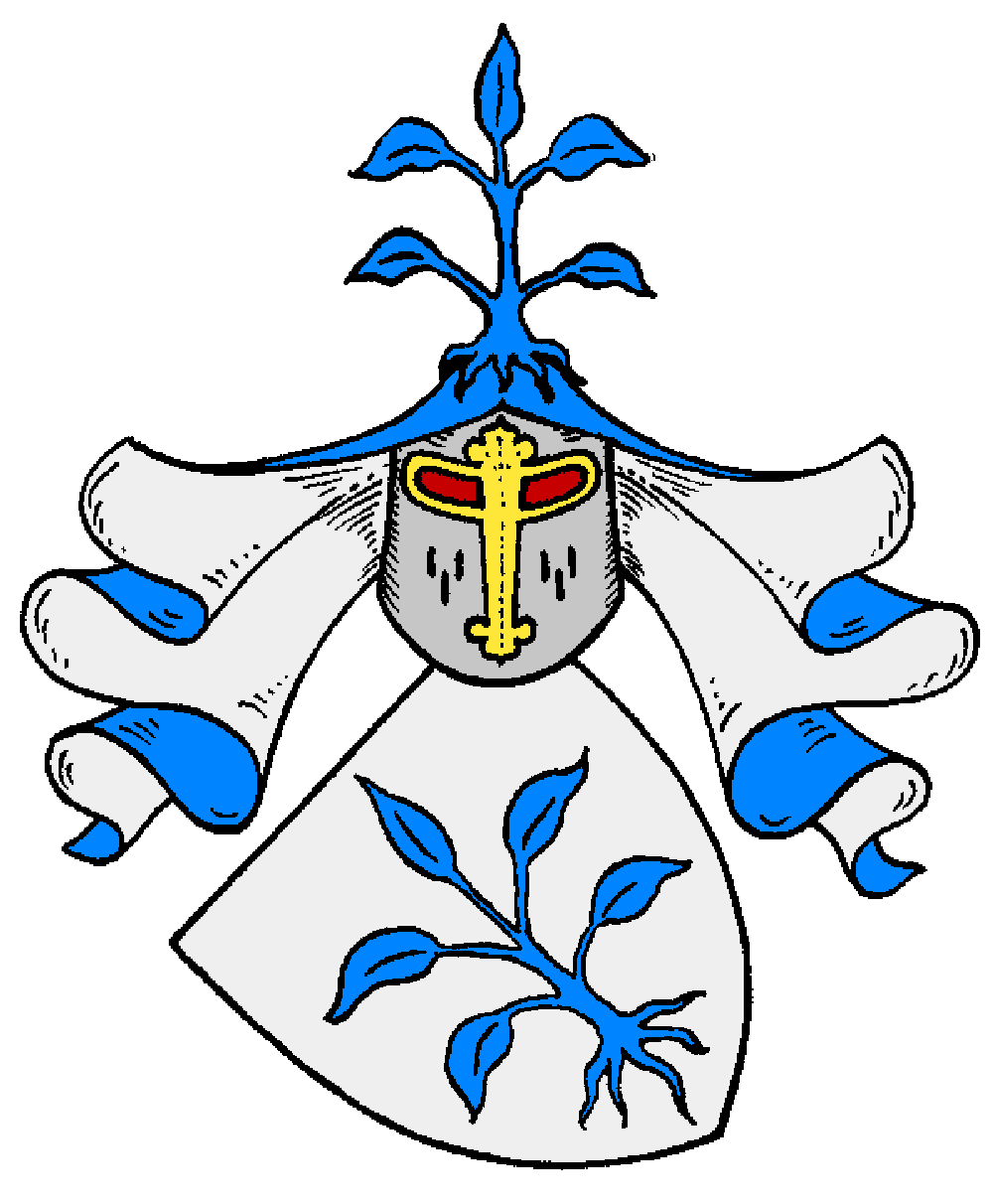
Wappen derer von Kuhl

Kuhl, auch Kule bzw. Küel, war der Name eines schlesischen Rittergeschlechts, welches 1668 im Mannesstamm erlosch.

## Geschichte
Das edelfreie Geschlecht erscheint 1310 erstmals urkundlich mit Hartung Kule. Damals bestätigte der Breslauer Herzog Heinrich IV. dem Günther von Luekow den Verkauf seines halben Dorfes Peiskerwitz bei Neumarkt an den Ritter Hartung Kule. Dessen Sohn Johann Kule trat 1333 mit Einwilligung seiner Brüder Peiskerwitz mit der Fischereigerechtigkeit an Shibechin von Czeczow ab. Im 16 bis 17. Jahrhundert gehörten der Familie ganz oder teilweise die Dörfer Tannhausen bei Waldenburg sowie Bögendorf, Cammerau, Nieder-Grunau, Ingramsdorf und Klein-Merzdorf bei Schweidnitz. Cammerau besaß 1536 und 1548 Christoph von Kuhl, 1548 Balzer von Kuhl, 1550 Abraham und Balzer von Kuhl, 1568 Hans von Kuhl sowie Nieder Grunau 1548 Balzer von Kuhl und 1619 Heinrich von Kuhl. 1553 war Jorge Kuhl mit dem 9. Anteil von Bögendorf belehnt. 1580 erwarb Christoph von Kuhl von Christoph Mettge einen Anteil von Ingramsdorf. 1584 erhielt Bernhard von Kuhl auf Cammerau vom böhmischen Landesherrn Rudolf II. das Privileg für den Steinkohlenbergbau der Segen-Gottes-Grube in Altwasser. 1609 kaufte Leonhard von Gellhorn von den Erben des Ritters Friedrich von Kuhl das mittlere Vorwerk in Ober-Bögendorf. 1610 war Christoph von Kuhl und Bögendorf auf Klein-Merzdorf in Besitz der Scholtisei von Leutmannsdorf. Von 1619 bis 1630 gehörte ein Anteil von Ingramsdorf dem Sohn von Christoph, Ernst von Kuhl. Der Stamm erlosch 1668 mit dem Rittmeister Heinrich von Kuhl auf Nieder-Grunau und Ingramsdorf.

## Wappen

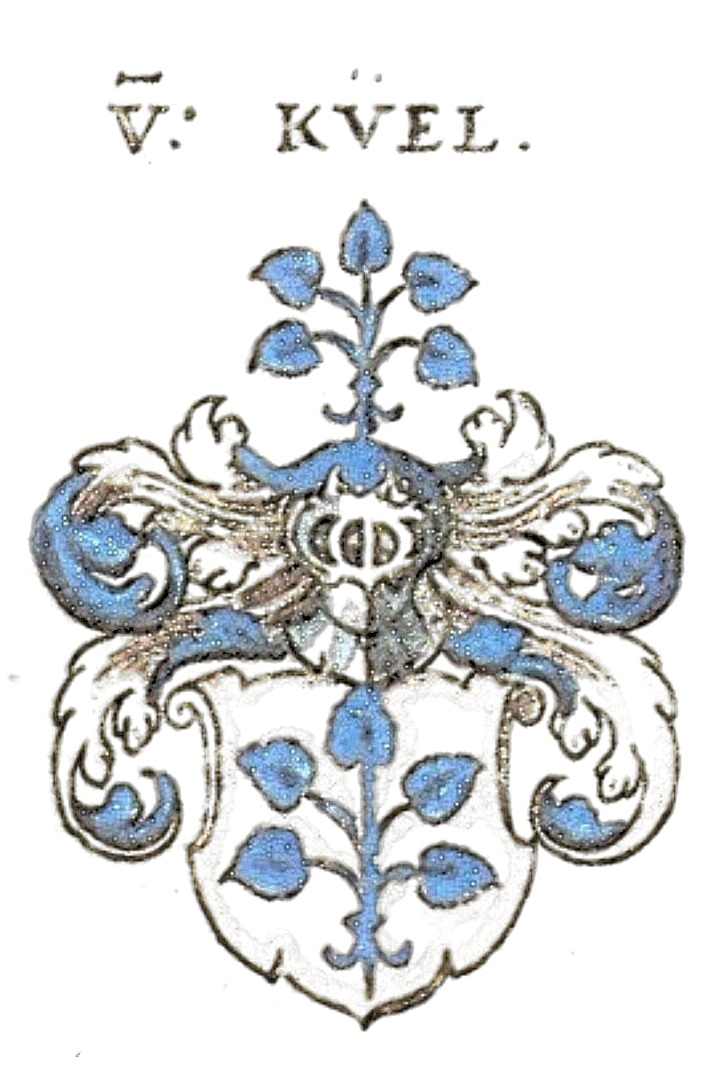
Wappen derer von Kuhl, Siebmachers Wappenbuch 1605

Das Wappen zeigt in Silber eine ausgerissene blaue Staude mit fünf blauen Blättern, von welchem eines gerade in die Höhe steht und sich die übrigen zur Seite neigen.

## Angehörige

### Linie Cammerau
- Heinrich von Kuhl; ⚭ Anna von Blanckenstein
  - Balthasar von Kuhl († nach 1550); ⚭ Catharina von Schindel und Groß-Monau
    - Balthasar von Kuhl; ⚭ Anna von Bibran und Kittlitztreben
      - Heinrich von Kuhl und Cammerau auf Tannhausen und Altwasser; ⚭ Susanna von Schindel und Lauterbach
        - Susanna von Kuhl (1616–1664); ⚭ Hans von Schern auf Tannhausen und Pilgranshain, Rittmeister
        - Anna von Kuhl († nach 1659); ⚭ Georg von Schliebitz auf Gutschau, kaiserl. Hauptmann

      - Susanna von Kuhl († nach 1593); ⚭ Heinrich von Hohberg und Fürstenstein

### Linie Merzdorf
- Christoph von Kuhl und Bögendorf auf Klein-Merzdorf († nach 1610); ⚭ NN von Seidlitz und Guhlau
  - Ernst von Kuhl auf Ingramsdorf († nach 1630); ⚭ NN
    - Heinrich von Kuhl auf Nieder-Grunau und Ingramsdorf († 1668), kaiserl. Hauptmann, Rittmeister, begraben in Striegau

  - Anna Maria von Kuhl († nach 1623); ⚭ Jonathan von Nimptsch und Stephanshain